# تيموثي ريان
تيموثي ريان (بالإنجليزية: Timothy Ryan)‏ هو ناشر وكبير الإداريين التنفيذيين وصحفي أمريكي، ولد في القرن العشرين.